# Regain magazine
Regain magazine (ou Regain) est un trimestriel fondé en 2018 par Daphné Hézard, consacré aux campagnes et au monde paysan et rural.

## Origines
La découverte, en Toscane, d'une revue des années 1950 consacrée à l’agriculture, a donné à la fondatrice l'impulsion de lancer le projet.
Le titre est emprunté au roman de Jean Giono : Regain ; dans la même inspiration, regain est aussi un nom commun désignant la repousse des herbes dans les prairies, après avoir été fauchées.

## Publications
La parution depuis 2018, trimestrielle, correspond à un numéro par saison.
Outre une mise en page avec de nombreux clichés (animaux, végétaux, humains), la  ligne éditoriale veut valoriser et promouvoir une agriculture durable.
Un almanach (Regain en campagne), publié à l'automne 2022, a condensé les 17 premiers numéros.